# Liberen a García
Liberen a García es una película argentina dirigida por María Boughen. Se filmó en Buenos Aires durante los años 2012 y 2013, y se estrenó en ese país el 16 de noviembre de 2013. Se trata de una comedia dramática protagonizada por Manuela Piqué y Luna Sarsale.

## Sinopsis
Inés y Roma transitan por los techos y calles de la ciudad, inventan su propio universo, se arman y desarman en juegos y proyectos que nunca devienen. Se escapan, y en su simbiosis se confunden. Buscan sin saber qué están buscando, y finalmente se encuentran. García las acompaña en este deambular inconstante con el único deseo de ser liberado.

## Elenco
- Manuela Piqué, como Inés.
- Luna Sarsale, como Roma.
- Ayar Blasco, como García.
- Rafael Caputo, como Rafael.
- Noemi Dora Onetto Badaracco, como la abuela.
- Graciela García, como Estela.
- Julio Bresso, como el Gordo Tetón.

## Locaciones
La película se rodó íntegramente en la ciudad de Buenos Aires, en los barrios de Balvanera, Caballito, Parque Patricios y Parque Chacabuco.